# بندقية نصف آلية

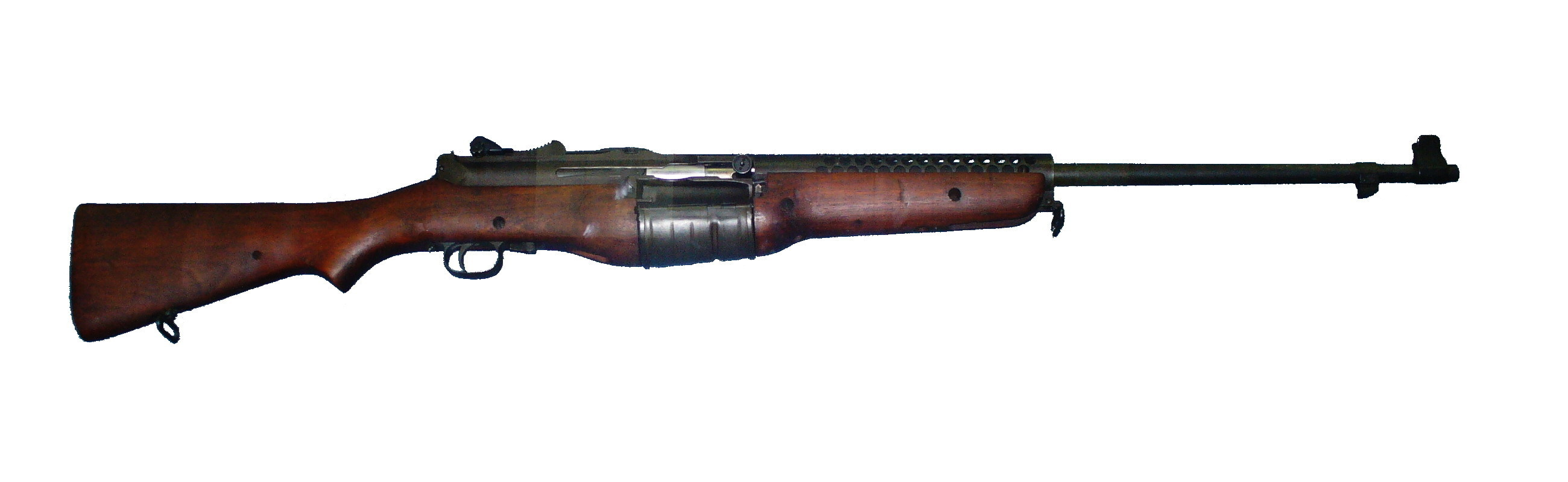
بندقية أمريكية نصف آلية.

بندقية نصف آلية هي نوع من البنادق التي تطلق رصاصة واحدة كلما ضغط الزناد، وتلقائيًّا تلقي المظروف المعدني خارج البندقية وتسحب رصاصة جاهزة من مخزنها، وتكون جاهزة لإطلاق رصاصة مرة أخرى.
وهناك البندقية الآلية التي يمكن ضبطها لتقوم باطلاق طلقة واحدة كلما ضغطنا على الزناد مثل البنادق النصف آلية